# Kungligt rim
Kungligt rim (rhyme royal) är en strof bestående av sju jambiska pentameter med schema ababbcc. Den användes först av Geoffrey Chaucer i längre dikter. Kungligt rim var mycket populärt under 1500- och 1600-talet.
O Love, this morn when the sweet nightingale
Had so long finished all he had to say,
That thou hadst slept, and sleep had told his tale;
And midst a peaceful dream had stolen away
In fragrant dawning of the first of May,
Didst thou see aught? didst thou hear voices sing
Ere to the risen sun the bells ’gan ring?
(William Morris, The Earthly Paradise. May)

## Exempel
- Geoffrey Chaucer, Troilus and Criseyde (Troilus och Criseyde)
- Geoffrey Chaucer,  The Canterbury Tales (Canterburysägne)
- Thomas Wyatt, They flee from me[4]
- Edmund Spenser,  An Hymn In Honour Of Beauty[5]
- Edmund Spenser, An Hymn Of Heavenly Beauty[6]
- William Shakespeare, The Rape of Lucrece (Lucretias våldtäkt)
- William Shakespeare, A Lover's Complaint
- John Milton, On the Morning of Christ's Nativity[7]
- John Milton, On the Death of a Fair Infant Dying of a Cough[8]
- William Wordsworth, Resolution and Independence[9]
- John Masefield, Dauber[10]
- Emma Lazarus, Epochs
- Emma Lazarus, Sic Semper Liberatoribus![11]
- Adam Oehlenschläger, Yduns Frelse i Nordens guder:

Som Vinden blæser hen den lette Sky,
Saa svinder hver Bedrift i Evigheden.
Een Bølge sank, een reiser sig paa ny,
Og Kampen leger leflende med Freden;
Snart blinke Sværd, snart ruste de i Skeden.
Hvad er det alt? Et flygtigt Giøglemøde,
En Sommerfugl, som parred sig — og døde.